# Delias sanaca
Delias sanaca är en fjärilsart som beskrevs av Moore 1857. Delias sanaca ingår i släktet Delias och familjen vitfjärilar. Inga underarter finns listade i Catalogue of Life.

## Bildgalleri

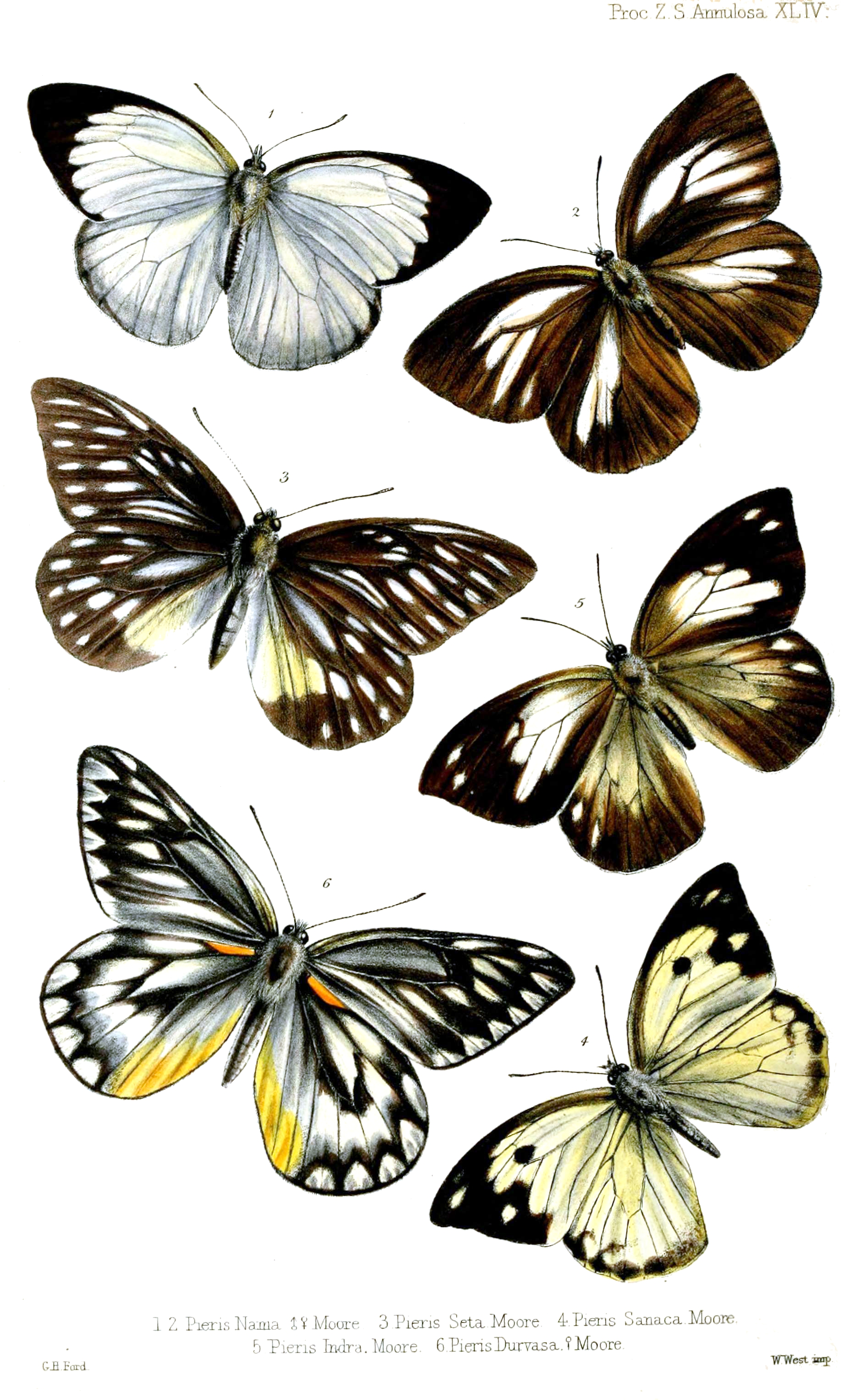